# Їїсторія
Їїсторія (сполучення «її» та «історія»; від англ. herstory) — неологізм, це історія, написана з феміністичної (чи жіночої) точки зору, яка підкреслюює роль жінки. Виникла як частина феміністичної критики традиційної історіографії, яка, на думку дослідниць гендеру та жіночої історії, традиційно пишеться як «його історія» (his-story), тобто трактується виключно з чоловічої точки зору.

## Етимологія
Термін «їїсторія» є неологізмом, оскільки слово «історія» походить від давньогрецького слова «ἱστορία», а точніше, від його латинського похідного «historia», що означає «знання, отримане шляхом дослідження», етимологічно жодним чином не пов'язане з англійським присвійним займенником «his».

## Теорія
Концепція «жіночої історії» була введена в 70-х роках ХХ століття як частина фемінізму другої хвилі у формі гри слів, що включає особистісного займенника чоловічого роду англ. «his» (його) та англійського терміна «history». На думку дослідників, традиційна історія пишеться з чоловічої точки зору і орієнтована на долю чоловіків, однак жіноцтво як суб'єкт історії ігнорується. Їїсторію іноді називають «феміністичною історичною політикою» (або «історичною політикою жінок», оскільки не всі дослідники ототожнюють фемінізм), Прихильники їїсторії вважають, що традиційні зразки написання історії повинні бути підірвані, що зосереджувалося на розповіді про політику, війни та опусканні області жіночого досвіду (наприклад, приватне життя, сексуальність, материнство).

## У науці та суспільному житті
В Оксфордському словнику англійської мови Робін Морган відзначилася одним із першим використанням терміна «Herstory» в пресі у своїй антології 1970 року. Щодо феміністичної організації WITCH, Морган написала:

«Плавність і дотепність відьом проявляється у постійно мінливій абревіатурі: основним, оригінальним заголовком була Міжнародна жіноча терористична змова з пекла [...], а останнє почуте в цьому творі — Жінки, натхнені на здійснення історії».

Протягом 1970-х і 1980-х років феміністки другої хвилі розглядали історію як інтелектуальне вчення з домінантою чоловіків і представляли «історію» як засіб компенсації. Термін, призначений бути серйозним і комічним, став мітингом, який використовується як на футболках, так і на ґудзиках, а також у наукових колах.
У 2017 році Хридіт Судев, винахідниця, еколог та громадська активістка, пов'язана з різними молодіжними рухами, започаткувала «їїсторський рух». Окрім цього була запущена онлайн-платформа для «відзначення менш відомих людей, жінок, кверів чи інших маргіналів, які допомагали формувати сучасну всесвітню історію».. Вона започатковувалася як академічна платформа для викладу біографій історичних осіб, що сприяє більш широкому знанню історії «Великої жінки».
Некомерційні організації «Global GLOW» та «LitWorld» створили спільну ініціативу під назвою «HerStory Campaign». Ця кампанія працює у 25 країнах, щоб поділитися життєписами та історіями жінок. Вони заохочують інших приєднатися до кампанії та «піднести свій голос від імені дівчат усіх країн світу».
Їїсторський рух призвів до збільшення цікавості до інших дисциплін, орієнтованих на жінок, таких як фемістика та галгебра.

## Критика
Христина Гофф Соммерс активно критикувала концепцію їїсторії та представила свої аргументи проти цього руху у своїй книзі 1994 року «Хто вкрав фемінізм?» (англ. Who Stole Feminism?). Соммерс визначила їїсторію як спробу наповнити освіту ідеологією за рахунок знань. «Гендерні феміністки», як вона їх називала, були групою феміністок, відповідальних за рух, який, на її думку, рівносильний історичному нігілізму. Вона вважала більшість спроб зробити історичні дослідження більш привабливими для жінок штучними за своєю природою та перешкодою для прогресу.
Професор і письменник Девоні Лузер розкритикувала концепцію їїсторії за ігнорування внеску, який деякі жінки внесли як історики до двадцятого століття.
Річард Докінз також описав свою критику в книзі «Бог як ілюзія», стверджуючи, що «на слово їїсторія не вплинув чоловічий займенник».